# Patterson (Schiff, 1970)
USS Patterson (DE/FF-1061) war ein bis zum 1. Juli 1975 als Geleitzerstörer, dann als U-Jagd-Fregatte klassifiziertes Schiff der Knox-Klasse. Sie stand von 1970 bis 1991 im Dienst der United States Navy und war das dritte Schiff, das nach Daniel Todd Patterson (* 6. März 1786, † 25. August 1839) benannt war.

## Geschichte
Die Kiellegung der Patterson erfolgte am 12. Oktober 1967 bei Avondale Shipyards, New Orleans. Nach dem Stapellauf am 3. Mai 1969 wurde sie am 14. März 1970 bei der Navy als Geleitzerstörer in Dienst gestellt. Die Erprobungsfahrten fanden vor der Küste Kubas statt. Im Sommer 1971 überquerte das Schiff zum ersten Mal den Atlantik und besuchte Nordeuropa. Anfang 1974 war die Patterson zum ersten Mal im Mittelmeer mit der 6. Flotte eingesetzt. Zum Zeitpunkt der Reklassifizierung zur Fregatte Mitte 1975 befand sie sich in der Werft und für die Aufnahme eines LAMPS-Hubschraubers (SH-2 Seasprite) vorbereitet sowie mit einem Starter für Sea Sparrow-Raketen ausgerüstet.
Ende 1976, Anfang 1977 kehrte die Patterson ins Mittelmeer zurück, ebenso 1978/79. Im Herbst folgte ihre zweite Fahrt in nordeuropäischen Gewässern. Im Sommer leistete sie humanitäre Hilfe für die Hurrikan-Opfer auf St. Lucia. Im Oktober des Jahres folgte der nächste Aufenthalt im Mittelmeer sowie im Persischen Golf, der bis Januar 1981 andauerte. Im Herbst 1981 folgte der sechste Mittelmeeraufenthalt; für die Operationen im Roten Meer wurde das Schiff 1982 mit der Meritorious Unit Commendation ausgezeichnet.
Im Juni 1983 wurde die Patterson der Naval Reserve Force in Philadelphia, Pennsylvania, zugeteilt. Sie operierte die folgenden acht Jahre entlang der amerikanischen Küste als Schulschiff für Marinereservisten. Ende 1990 nahm sie an Anti-Drogen-Operationen in der Karibik teil und durchquerte zweimal den Panamakanal. Einer letzten Reise nach Bermuda im Mai 1991 folgte die Außerdienststellung am 30. September 1991. Bis zur Streichung aus dem Schiffsregister im Januar 1995 war sie der Reserveflotte zugeteilt, danach gab es Überlegungen, sie als Ersatzteilspender nach Griechenland zu verkaufen. Am 29. September 1999 wurde sie an Baltimore Marine Industries Inc. in Baltimore zur Verschrottung verkauft und bis Mitte 2000 vollständig verschrottet.